# 狭叶金粉蕨
狭叶金粉蕨（学名：Onychium angustifolium）为中国蕨科金粉蕨属下的一个种。

## 扩展阅读
- 維基物種上的相關：狭叶金粉蕨